# Tratado Montúfar-Correoso
O Tratado Montúfar-Correoso foi um acordo fronteiriço assinado em 18 de abril de 1873 na cidade de San José entre os plenipotenciários Lorenzo Montúfar y Rivera e Buenaventura Correoso, representantes da República da Costa Rica e dos Estados Unidos da Colômbia, respectivamente, a fim de resolver a indefinição da linha fronteiriça entre os dois países.
Após diversas ações das autoridades colombianas ocorridas em maio de 1870 na região do Golfo Dulce e dos rios Sixaola e Changuinola, áreas que a Costa Rica considerava parte de seu território, o então Ministro das Relações Exteriores do referido país Lorenzo Montúfar y Rivera enviou uma nota de protesto ao presidente do Estado Soberano do Panamá, Buenaventura Correoso, pedindo a retirada das autoridades, pois isso violava o status quo mantido até aquele momento. O mesmo contestou, alegando que não estava ao seu alcance realizar tal ação e que eram as autoridades costarriquenhas que estavam invadindo o território colombiano.
Após diversas notas de protesto trocadas por ambos os governos, Montúfar enviou um comunicado ao governo colombiano em 9 de dezembro de 1871 a fim de fazer um acordo de fronteira definitivo entre ambos os países e evitar confrontos tais como o mencionado. O governo colombiano aceitou e nomeou Correoso como seu representante, enviando-o em missão diplomática à cidade de San José.
As negociações terminaram em abril de 1873, data em que foi assinado um tratado que definiu a linha divisória em seu artigo 1.º da seguinte forma:

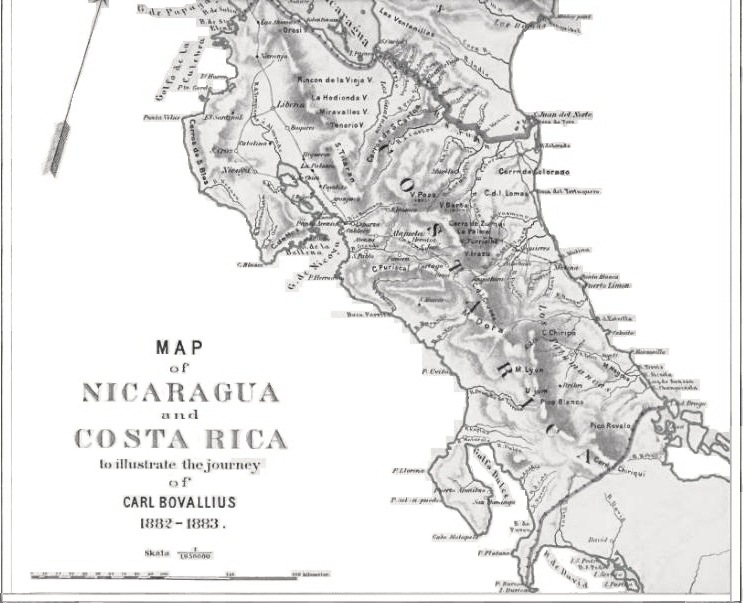
Mapa da Costa Rica de 1883, tendo a linha Montúfar-Correoso como limite com a Colômbia.

O tratado acabaria sendo rejeitado tanto na Colômbia quanto na Costa Rica como ultra petita.